# Stijn Fransen
Pour les articles homonymes, voir Fransen.
 (octobre 2018).
Si vous disposez d'ouvrages ou d'articles de référence ou si vous connaissez des sites web de qualité traitant du thème abordé ici, merci de compléter l'article en donnant les références utiles à sa vérifiabilité et en les liant à la section « Notes et références ».
Stijn Fransen, née le 20 août 1990 à  Wageningue, est une actrice néerlandaise.

## Filmographie

### Cinéma
- 2015 : SpangaS in actie (nl): Renée Krul
- 2016 : Rokjesdag (nl) : Stephanie
- 2016 : Fataal (nl): Lies de Vries

### Téléfilms
- 2013-2016 : SpangaS: Renée Krul
- 2015-2018 : Goede tijden, slechte tijden de Reg Watson : Sam Dekker